# متحف بوروسيوم
يعد بوروسيوم متحفًا لنادي بوروسيا دورتموند (BVB)، حيث يتم توثيق تاريخ قسم كرة القدم منذ تأسيسه في عام 1909، يقع المتحف في الركن الشمالي الشرقي من الملعب الفيستفالي.

## التاريخ[3]
جاءت فكرة متحف بوروسيوم إلى معبجين الناذي ثم رئيس قسم المعجبين أولاف سوبليكي، عندما رأى كيف تم التعامل مع بطولات النادي في منطقة VIP في الملعب، نظرًا لأن الركن الشمالي الشرقي من الاستاد لم يتم تطويره بعد، فقد أثبت أنه مكان مناسب وبدأوا بالتخطيط لمتحف النادي في هذه الزاوية.  أعلنت إدارة مشجعي بوروسيا دورتموند أنها ستوفر الأموال اللازمة للبناء، حيث كانت الجمعية في ذلك الوقت مشغولة بالانتعاش بعد الإفلاس الوشيك. بفضل العديد من التبرعات من الشركات والأعضاء بالإضافة إلى، بالإضافة إلى التبرع الذي شارك فيه دورو (مغنية) و كريس ثمبسون
تم إنجاز المشروع في 19 ديسمبر 2008، وهو عيد الميلاد ال99 للنادي.
تم افتتاح المتحف من قبل الرئيس راينهارد روبال، ونائب الرئيس راينهولد لونو والمدير الإداري هانز يواكيم فاتسكه.